# اس‌ام یو-۸۱
اس‌ام یو-۸۱ (به انگلیسی: SM U-81) یک زیردریایی بود که طول آن ۷۰٫۰۶ متر (۲۲۹٫۹ فوت) بود. این زیردریایی در سال ۱۹۱۶ ساخته شد.